# 友広郁洋
友広 郁洋（ともひろ いくひろ、1942年（昭和17年）9月25日 - ）は、日本の政治家。元長崎県松浦市長（3期）。

## 来歴
長崎県北松浦郡上志佐村（現・松浦市）に生まれる。父親が戦病死したため高校進学を諦めていたが、中学校の恩師が母親を説得し、佐賀県立伊万里農林高等学校に入学する。1961年（昭和36年）3月、同校卒業。
1962年（昭和37年）10月1日、旧松浦市役所に入庁。2000年（平成12年）1月1日から2005年（平成17年）10月31日まで旧松浦市の助役を務めた。
2006年（平成18年）1月1日、旧松浦市と福島町、鷹島町が新設合併を行い、新制の松浦市が誕生する。これに伴って同年2月5日に行われた市長選挙に自民党・民主党・公明党の推薦を受けて出馬し初当選した。
2010年（平成22年）、再選。2014年（平成26年）、3選。
2018年（平成30年）の市長選は出馬せず引退。
2019年、旭日小綬章受章。